# Krwotok Dureta
Krwotok Dureta – krwotok do pnia mózgu wtórny do wklinowania pnia mózgu we wcięcie namiotu móżdżku lub do wklinowania migdałków móżdżku przez otwór wielki (wklinowanie podpotyliczne).  Zmiany krwotoczne towarzyszące wgłobieniom znajdują się w śródmózgowiu i moście.
Zwykle zlokalizowany jest w sąsiedztwie linii środkowej, na preparatach patomorfologicznych ma kształt linijny lub porównywany do wodotrysku.
Prawdopodobnie przyczyną krwotoku jest upośledzenie przepływu krwi przez małe naczynia tętnicze odchodzące od tętnicy podstawnej, skręcone przy przesunięciu pnia mózgu względem prawidłowego położenia.
Nazwa krwotoku Dureta upamiętnia francuskiego neurochirurga, Henri Dureta.